# Frontier Developments
Frontier Developments plc. é uma desenvolvedora de jogos eletrônicos fundada por David Braben em janeiro de 1994 e sediada no Cambridge Science Park em Cambridge, Inglaterra. A Frontier desenvolve os jogos de construção e gerenciamento Planet Coaster e Planet Zoo, e produziu diversos jogos da série Elite de David Braben, incluindo Elite Dangerous.
A empresa leva o nome dos primeiros títulos da série Elite com os quais esteve envolvida, um porte de Frontier: Elite II e o desenvolvimento de Frontier: First Encounters. Em 2013, a empresa foi listada no segmento AIM da Bolsa de Valores de Londres. Ela publicou jogos de terceiros sob o selo Frontier Foundry entre 2019 e 2023.

## História
O primeiro jogo da Frontier Developments foi um porte de Frontier: Elite II para Amiga CD32, em 1993, seguido pelo desenvolvimento de Frontier: First Encounters (1995), segunda sequência do jogo Elite (1984), da Acornsoft. Entre 2005 e 2011, a Frontier desenvolveu The Outsider, um jogo de ação e aventura ambientado em Washington, D.C. que, segundo Braben, avançaria a narrativa em jogos eletrônicos. The Outsider foi cancelado em janeiro de 2011, depois de ter sido abandonado pela publicadora Codemasters, o que levou a quase 30 demissões de funcionários.
A Frontier planejava uma nova sequência de Elite há anos em pequenos grupos de desenvolvedores. A empresa concluiu uma campanha bem-sucedida no Kickstarter no final de 2012, quando o nome da nova sequência, Elite Dangerous, foi revelado. As versões de acesso antecipado do jogo puderam ser jogadas pelos apoiadores desde dezembro de 2013. O jogo completo foi lançado para PC em 16 de dezembro de 2014. Apesar de ter desenvolvido jogos publicados por diversas empresas durante sua história, como a Ubisoft, a Sony Computer Entertainment, a Atari, a Konami, a Microsoft Studios, entre outros, a Frontier anunciou, em 2017, que publicaria todos os seus jogos futuros a partir de Planet Coaster.
Em outubro de 2012, a Frontier abriu um novo estúdio em Halifax, Canadá, liderado por David Walsh. Os funcionários do estúdio foram demitidos e o estúdio foi fechado em janeiro de 2015; quinze funções foram relocadas para a sede da empresa em Cambridge. Em janeiro de 2017, a Frontier processou a Atari por não pagar os róialtis devidos à empresa pelo desenvolvimento de RollerCoaster Tycoon 3. No mês seguinte, a Frontier anunciou que havia adquirido os direitos de licenciamento de uma franquia da Universal Pictures para utilizar em seu terceiro título autopublicado, uma "franquia duradoura de filmes de renome mundial"; estes direitos seriam usados em Jurassic World Evolution, lançado em 12 de junho de 2018. Em julho de 2017, a Tencent adquiriu 9% das ações da empresa.
Em 10 de agosto de 2022, a Frontier anunciou que David Braben deixaria o cargo de diretor-executivo e assumiria uma nova função de presidente e fundador. Jonny Watts, que estava na empresa há 24 anos e há 10 como diretor-criativo, se tornaria o novo diretor-executivo. Também foi anunciado que David Gammon se aposentaria de seu cargo de presidente em dezembro de 2022 e que David Wilton assumiria esse cargo na ocasião. Em 2 de novembro de 2022, a Frontier anunciou que havia concluído a aquisição da Complex Games após o sucesso de Warhammer 40,000: Chaos Gate - Daemonhunters, que havia sido publicado sob o selo da Frontier Foundry seis meses antes. Em 17 de outubro de 2023, a Frontier anunciou que demitiria um “número indeterminado de funcionários” em uma revisão organizacional.

## Jogos

### Jogos desenvolvidos

#### Com publicadoras
| Ano  | Título                                         | Publicadora(s)                                         | Plataforma(s)                                                            | Ref.          |
| ---- | ---------------------------------------------- | ------------------------------------------------------ | ------------------------------------------------------------------------ | ------------- |
| 1995 | Frontier: First Encounters                     | GameTek                                                | MS-DOS, Windows, Mac OS Classic, Linux                                   | [ 5 ]         |
| 1996 | Darxide                                        | Sega                                                   | 32X                                                                      | [ 26 ]        |
| 1998 | V2000                                          | Grolier Interactive                                    | Windows, PlayStation                                                     | [ 27 ]        |
| 2000 | Infestation                                    | Ubisoft                                                | Windows, PlayStation                                                     | [ 28 ]        |
| 2003 | RollerCoaster Tycoon                           | Infogrames Interactive                                 | Xbox                                                                     | [ 29 ] [ 30 ] |
| 2003 | Wallace & Gromit in Project Zoo                | BAM! Entertainment                                     | Windows, Xbox, PlayStation 2, GameCube                                   | [ 31 ]        |
| 2003 | Dog's Life                                     | Sony Computer Entertainment                            | PlayStation 2                                                            | [ 32 ]        |
| 2003 | RollerCoaster Tycoon 2: Wacky Worlds           | Infogrames Interactive                                 | Windows                                                                  | [ 33 ]        |
| 2003 | RollerCoaster Tycoon 2: Time Twister           | Atari Interactive                                      | Windows                                                                  | [ 34 ]        |
| 2004 | RollerCoaster Tycoon 3                         | - Atari Interactive (PC) - Frontier Developments (iOS) | Windows, OS X, iOS                                                       | [ 35 ]        |
| 2005 | RollerCoaster Tycoon 3: Soaked!                | Atari Interactive                                      | Windows, OS X                                                            | [ 36 ]        |
| 2005 | RollerCoaster Tycoon 3: Wild!                  | Atari Interactive                                      | Windows, OS X                                                            | [ 37 ]        |
| 2005 | Wallace & Gromit: The Curse of the Were-Rabbit | Konami                                                 | PlayStation 2, Xbox                                                      | [ 38 ]        |
| 2006 | Thrillville                                    | - EU / AS Atari - AN LucasArts                         | PlayStation 2, Xbox, PlayStation Portable                                | [ 39 ] [ 40 ] |
| 2007 | Thrillville: Off the Rails                     | LucasArts                                              | PlayStation 2, Xbox 360, PlayStation Portable, Nintendo DS, Wii, Windows | [ 41 ]        |
| 2010 | Kinectimals                                    | Microsoft Game Studios                                 | Xbox 360, Windows Phone, iOS, Android                                    | [ 42 ] [ 43 ] |
| 2011 | Kinectimals: Now with Bears!                   | Microsoft Studios                                      | Xbox 360                                                                 | [ 44 ]        |
| 2011 | Kinect: Disneyland Adventures                  | Microsoft Studios                                      | Xbox 360                                                                 | [ 45 ]        |
| 2013 | Zoo Tycoon                                     | Microsoft Studios                                      | Xbox 360, Xbox One                                                       | [ 46 ]        |
| 2014 | Tales from Deep Space                          | Amazon Game Studios                                    | Fire OS, iOS                                                             | [ 47 ] [ 48 ] |
| 2015 | Screamride                                     | Microsoft Studios                                      | Xbox 360, Xbox One                                                       | [ 49 ]        |

#### Autopublicados
| Ano  | Título                                    | Plataforma(s)                                                                     | Ref.                 |
| ---- | ----------------------------------------- | --------------------------------------------------------------------------------- | -------------------- |
| 2000 | Darxide EMP                               | Pocket PC                                                                         | [ 50 ]               |
| 2008 | LostWinds                                 | iOS, Wii, Windows                                                                 | [ 51 ]               |
| 2009 | LostWinds 2: Winter of the Melodias       | iOS, Wii, Windows                                                                 | [ 51 ]               |
| 2012 | Coaster Crazy                             | iOS                                                                               | [ 52 ]               |
| 2013 | Coaster Crazy Deluxe                      | Wii U                                                                             | [ 53 ]               |
| 2014 | Elite Dangerous                           | Windows, OS X, PlayStation 4, Xbox One                                            | [ 54 ] [ 55 ]        |
| 2015 | Elite Dangerous: Horizons                 | Windows, Xbox One, PlayStation 4                                                  | [ 56 ]               |
| 2016 | Elite Dangerous: Arena                    | Windows, Xbox One, PlayStation 4                                                  | [ 57 ]               |
| 2016 | Planet Coaster                            | Windows, macOS, PlayStation 4, Xbox One, PlayStation 5, Xbox Series X/S           | [ 59 ] [ 60 ] [ 61 ] |
| 2018 | Jurassic World Evolution                  | Windows, PlayStation 4, Xbox One, Nintendo Switch                                 | [ 62 ] [ 63 ]        |
| 2019 | Planet Zoo                                | Windows, PlayStation 5, Xbox Series X/S                                           | [ 64 ] [ 65 ]        |
| 2021 | Elite Dangerous: Odyssey                  | Windows                                                                           | [ 66 ]               |
| 2021 | Jurassic World Evolution 2                | Windows, PlayStation 4, Xbox One, PlayStation 5, Xbox Series X/S                  | [ 67 ]               |
| 2022 | F1 Manager 2022                           | Windows, PlayStation 4, Xbox One, PlayStation 5, Xbox Series X/S                  | [ 68 ]               |
| 2023 | F1 Manager 2023                           | Windows, PlayStation 4, Xbox One, PlayStation 5, Xbox Series X/S                  | [ 69 ]               |
| 2023 | Warhammer: Age of Sigmar – Realms of Ruin | Windows, PlayStation 5, Xbox Series X/S                                           | [ 70 ]               |
| 2024 | F1 Manager 2024                           | Windows, PlayStation 4, Xbox One, PlayStation 5, Xbox Series X/S, Nintendo Switch | [ 71 ]               |
| 2024 | Planet Coaster 2                          | Windows, PlayStation 5, Xbox Series X/S                                           | [ 72 ]               |

### Jogos publicados com a marca Frontier Foundry
A marca Frontier Foundry foi descontinuada em junho de 2023.
| Ano  | Título                                       | Desenvolvedora        | Plataforma(s)                                                                     | Ref.   |
| ---- | -------------------------------------------- | --------------------- | --------------------------------------------------------------------------------- | ------ |
| 2020 | Struggling                                   | Chasing Rats Games    | Windows, Nintendo Switch, PlayStation 4, Xbox One                                 | [ 75 ] |
| 2020 | RollerCoaster Tycoon 3: Complete Edition     | Frontier Developments | Windows, Nintendo Switch                                                          | [ 76 ] |
| 2021 | Lemnis Gate                                  | Ratloop Games Canada  | Windows, PlayStation 4, Xbox One, PlayStation 5, Xbox Series X/S                  | [ 77 ] |
| 2022 | FAR: Changing Tides                          | Okomotive             | Windows, PlayStation 4, PlayStation 5, Xbox One, Xbox Series X/S, Nintendo Switch | [ 78 ] |
| 2022 | Warhammer 40,000: Chaos Gate - Daemonhunters | Complex Games         | Windows, PlayStation 4, Xbox One, PlayStation 5, Xbox Series X/S                  | [ 79 ] |
| 2023 | Stranded: Alien Dawn                         | Haemimont Games       | Windows, PlayStation 4, Xbox One, PlayStation 5, Xbox Series X/S                  | [ 80 ] |
| 2023 | Deliver Us Mars                              | KeokeN Interactive    | Windows, PlayStation 4, Xbox One, PlayStation 5, Xbox Series X/S                  | [ 81 ] |
| 2023 | The Great War: Western Front                 | Petroglyph Games      | Windows                                                                           | [ 82 ] |